# Ahemen
Ahemen (staroperzijsko Haxāmaniš) je bil eponimni mitološki začetnik Ahemenidske dinastije perzijskih vladarjev, * okoli 705 pr. n. št., † okoli 675 pr. n. št.
Razen tega, da je bil domnevni ustanovitelj dinastije, o njem ni nič znanega. Povsem mogoče je, da je samo mitološka osebnost, če je bil zgodovinska osebnost, pa je živel na koncu 8. stoletja pr. n. št. in v prvi četrtini 7. stoletja pr. n. št.

## Ime
Sodobno perzijsko ime هخامنش, Ahemenes, grško Ἀχαιμένης, Achaiménēs in latinsko Achaemenes izhajajo iz staroperzijskega imena Haxāmaniš. Na trojezičnem  Behistunskem napisu Dareja I.  je njegovo ime elamščini zapisano kot Ha-ak-ka-man-nu-iš in akadščini kot A-ḫa-ma-ni-iš-ʾ. Staroperzijsko osebno ime izhaja iz izrazov  haxā-  (sanskrt sakha) – prijatelj in manah – moč razmišljanja, kar bi lahko pomenilo imeti  prijateljev um. Sodobne razlage izraz haxā-  tolmačijo kot privrženec.

## Zgodovina
Behistunski napis, napisan leta 490 pr. n. št., prikazuje Ahemena kot očeta Teispa, prednika Kira II. Velikega in Dareja I. Herodotove zgodbe iz  5. stoletja pr. n. št. pripovedujejo v bistvu enako zgodbo, vendar združujejo dve vzporedni liniji potomcev »Teispa, sina Ahemena«.
Razen kratkih omemb imena ni o njem nobenega podatka niti v domačih niti v zgodovinopisnih virih. Ahemen je mogoče mitološki in ne zgodovinski prednik Ahemenidov. Antični grški pisci so ohranili več legend, povezanih  z Ahemenom. Psevdo Platonov  Prvi Alkibiad  prikazuje Ahemena  kot junaka, ustanovitelja Persái (Perzije), na enak način kot so Grki sami sebe opisovali kot Herkulove potomce, in da sta Herkul in Ahemen sinova Zevsovega sina Perzeja. Domneva se, da so Ahemena poistovetili s Perzom, sinom Perzeja in Andromede, ki je v grški mitologiji prikazan kot prednik Perzijcev. Druga inačica zgodbe pravi, da je bil Ahemen sin Egeja. Klavdij Elian v De natura animalum pravi,  da je Ahemena vzredil orel.
Mogoče je tudi, da je Darejeva trditev na Behistunskem napisu, da je Ahemenov potomec, njegova izmišljotina, s katero je upravičeval polastitev prestola. Kir II. v podrobnem rodoslovju na Kirovem valju  Ahemena sploh ne omenja.  Prepričanje, da je  patronim  haxāmanišiya – iz [plemena] Ahemena na napisu v Pasargadu napisal  Kir II., zdaj ne velja več, ker je bil po njegovi smrti morda napisan na ukaz Dareja I. Če je to res, je lahko Darej I. ustvaril tudi Ahemena, da bi legitimiral svojo dinastično povezavo s Kirom Velikim.  Darej bi z delitvijo Kirovih in svojih prednikov veliko pridobil, verjetno veliko več kot s svojo kasnejšo poroko s Kirovo hčerko Atoso.
Kakor koli že, Ahemenidi od Dareja dalje so ustanovili svojo dinastijo. Če je Ahemen resnično živel, bi lahko bil vojščak-poglavar iz 7. stoletja pr. n. št., ki je vodil Perzijce ali perzijsko pleme kot vazal Medijskega cesarstva.